# Singles (album de Future Islands)
Pour les articles homonymes, voir Single.
Albums de Future Islands
On the Water
(2011)
Singles
1. Seasons (Waiting on You)
Sortie : 4 février 2014
2. A Dream of You and Me
Sortie : 3 février 2015

Singles est le quatrième album du groupe de synthpop américain Future Islands, sorti le 24 mars 2014 sur le label 4AD Records. Le premier single de l'album, Seasons (Waiting on You) a été récompensé de la meilleure chanson de l'année 2014 par le magazine NME, Spin et Pitchfork,,

## Pistes de l'album
Toutes les chansons sont écrites et composées par Future Islands.
| No  | Titre                         | Durée |
| --- | ----------------------------- | ----- |
| 1.  | Seasons (Waiting on You) (en) | 3:46  |
| 2.  | Spirit                        | 4:22  |
| 3.  | Sun in the Morning            | 3:48  |
| 4.  | Doves                         | 3:28  |
| 5.  | Back in the Tall Grass        | 4:15  |
| 6.  | A Song for Our Grandfathers   | 4:55  |
| 7.  | Light House                   | 4:47  |
| 8.  | Like the Moon                 | 4:40  |
| 9.  | Fall from Grace               | 4:15  |
| 10. | A Dream of You and Me         | 3:49  |

## Classements
| Classement (2014)               | Meilleure position |
| ------------------------------- | ------------------ |
| Australie (ARIA)                | 60                 |
| Belgique (Flandre Ultratop)     | 51                 |
| Danemark (Tracklisten)          | 32                 |
| Royaume-Uni (UK Albums Chart)   | 47                 |
| États-Unis (Billboard 200)      | 40                 |
| États-Unis (Alternative Albums) | 10                 |
| États-Unis (Top Rock Albums)    | 11                 |